# Constance aux enfers (téléfilm, 2021)
 (février 2025).
Si vous disposez d'ouvrages ou d'articles de référence ou si vous connaissez des sites web de qualité traitant du thème abordé ici, merci de compléter l'article en donnant les références utiles à sa vérifiabilité et en les liant à la section « Notes et références ».
Pour les articles homonymes, voir Constance aux enfers (homonymie).
Pour plus de détails, voir Fiche technique et Distribution.
Constance aux enfers est un téléfilm français réalisé par Gaël Morel en 2021 et diffusé le 1er février 2023 sur France 2.

## Synopsis
Constance, antiquaire, vit seule et est discrètement courtisée par son voisin et retraité, Mr Lorelle. Un jeune homme se présente à sa boutique pour un cadeau pour son amie. Affaire conclue, il l'invite à la soirée d'anniversaire chez Kimmy, son amie influenceuse. Ayant fait connaissance de celle-ci, elles se retrouvent à la boutique et la curiosité de Kimberley l'amène à questionner sur un objet à priori anodin mais d'un prix élevé. En une photo et un argument bien tourné, voilà très rapidement qu'un client se présente et achète au prix gonflé ce qui avait été mis sur les réseaux sociaux. Enchantée par cet essai si démonstratif, Constance emmène les deux jeunes gens au restaurant et les deux femmes esquissent une future collaboration. Mais au coeur de la nuit suivante, le beau jeune homme sonne à sa porte, ensanglanté à la suite d'une dispute qui, ayant mal tourné, a fait chuter sa jeune amie et l'a tuée. Choqué, il vient chercher conseil et trouve refuge chez Constance qui, troublée plus que de raison, se laisse séduire et aide le jeune homme à maquiller son crime. Puis elle l'héberge et ils deviennent amants. Bientôt le couple est victime d'un maître chanteur de plus en plus gourmand. Constance, ayant eu recours à un détective privé, découvre que Kimberley est bien vivante et se porte comme un charme...

## Fiche technique
- Réalisation : Gaël Morel
- Scénario : Gilles Taurand et Gaël Morel, d'après le roman Constance aux enfers de Jean-Pierre Ferrière
- Producteur exécutif : Patrice Onfray associé à Antoine Le Carpentier
- Producteurs délégués : Jean Nainchrik et Dominique Besnehard
- Photographie : Grégoire de Calignon
- Musique : Camille Rocailleux
- Montage : Catherine Schwartz
- Durée : 1h28
- Pays :  France
- Date de diffusion : 1er février 2023 sur France 2

## Distribution
- Miou-Miou : Constance[1]
- Salim Kechiouche : Amine
- Aurore Clément : Maricé
- Jérôme Deschamps : Louis Lorelle
- Marilyn Lima : Kimberley alias Kimmy
- Stéphane Rideau : le détective
- Leonid Glushchenko : Adam
- Catherine Schwartz : Mme Bidou, la caissière de la boucherie
- Jean-Pascal Hattu : le voisin
- Julien Tortora : le reporter
- Eebra Tooré : Chris
- Eric Paul : le client
- Zakaria Bal-Aoud : le facteur
- Amar Chalal : Amar

## Production
- Ce téléfilm est souvent associé à 2022 mais le copyright à l'écran est bien 2021.
- Le générique de fin cite deux fois Catherine Schwartz (en tant que Madame Bidou puis en tant que monteuse) ; même personne ou homonymie ?